# Debbie Gibsonová
Deborah „Debbie“ Gibsonová, rodným jménem Deborah Ann Gibson (* 31. srpna 1970 New York) je americká zpěvačka-skladatelka, hudební producentka, herečka a bývalá osobnost televizních reality show.
V roce 1988 se ve věku 17 let stala nejmladší ženskou umělkyní v historii americké hitparády Billboard Hot 100, která sama napsala, vyprodukovala a nazpívala píseň, jež vystoupala až na vrchol žebříčku. Tento primát se jí podařil s hitem „Foolish Beat“. Do roku 2015 se v první čtyřicítce této hitparády umístilo devět jejích skladeb.
V následné kariéře pokračovala účinkováním na Broadwayi a muzikálovými turné, stejně jako hraním v nezávislých filmech a televizních produkcích. V hitparádě Adult Contemporary dosáhla během roku 2006 na 24. místo s duetem „Say Goodbye“ po boku Jordana Knighta.

## Mládí
Narodila se roku 1970 v newyorském Brooklynu, jako třetí ze čtyř dcer, do rodiny Diany a Josepha Gibsonových.
Vyrostla na longislandském předměstí newyorského Merricku a byla vychována v duchu římskokatolické víry. Od pěti let účinkovala se sestrami Karen, Michele a Denisou Gibsonovými v divadle a složila první písničku „Make Sure You Know Your Classroom“. V osmi letech začala zpívat v dětském sboru Metropolitní opery v New Yorku. Učila se hrát na ukulele a docházela na klavírní hodiny, kde jí vyučoval také americký pianista Morton Estrin.

## Soukromý život

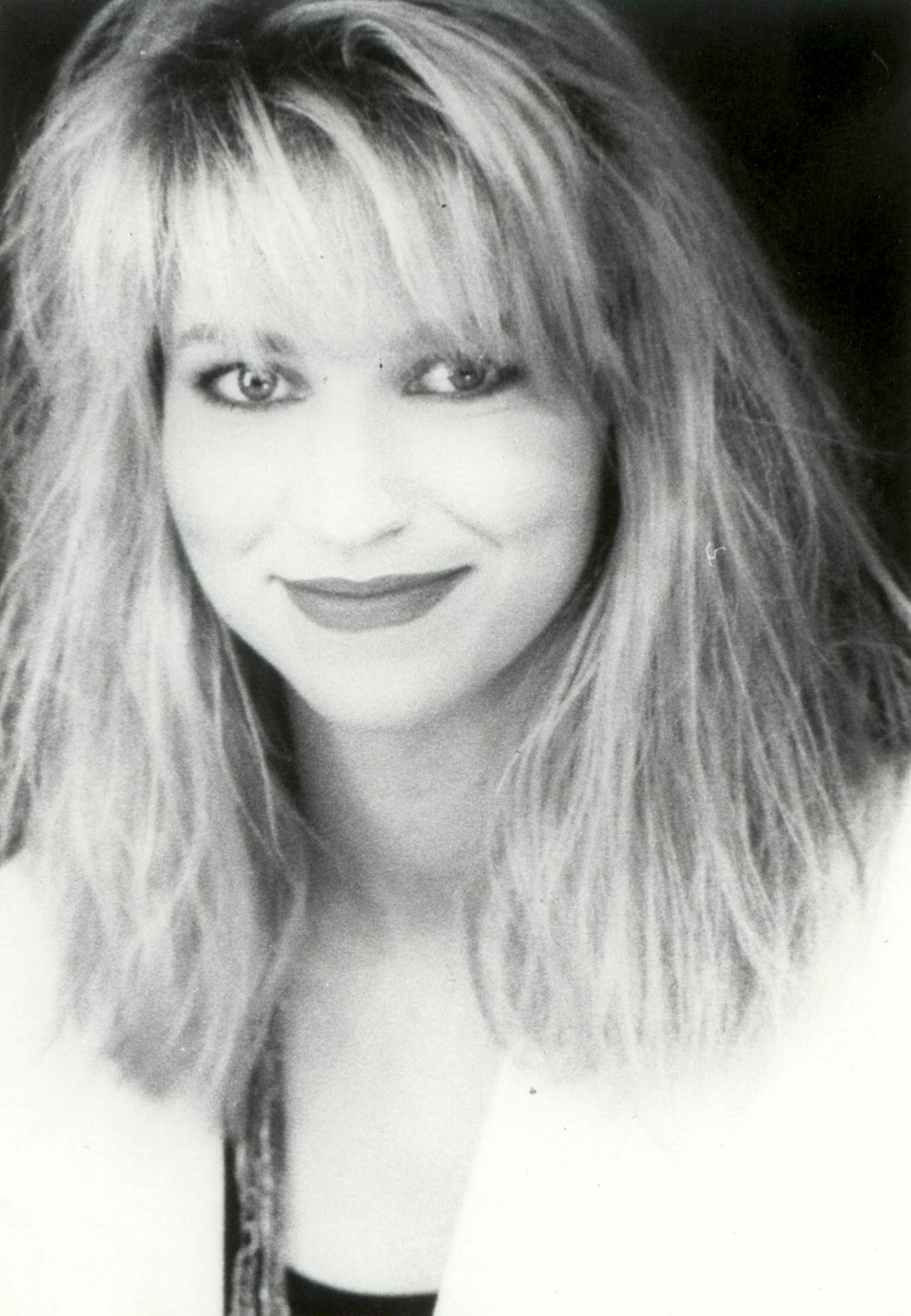
Gibsonová na natáčení videoklipu k písni „No More Rhyme“

Řadu let byla pronásledována stalkery. Robert Bardo, odsouzený za vraždu herečky Rebeccy Schaefferové z roku 1989, měl stěny v domě vyzdobené snímky Gibsonové a zpěvačky Tiffany. V květnu 1998 došlo k uvěznění Michaela Falknera před manhattanským Palace Theater, kde zpěvačka účinkovala v muzikálové adaptaci Kráska a zvíře. Jednalo se o vyústění jeho výhružných dopisů, e-mailů a faxů, které jí posílal pod přezdívkou „Starcade“. Soudní proces byl však zastaven poté, co se herečka nezúčastnila projednávání případu v soudní síni.
V minulosti byla zasnoubena s Jonathanem Kantermanem. Od roku 2008 udržovala partnerský vztah s Rutledgem Taylorem. V roce 2013 jí byla diagnostikována lymská borelióza.
V létě 2003 se stala porotkyní pěvecké talentové soutěže American Juniors, která představovala spin-off American Idol, a trvala jedinou sezónu. V lednu 2006 se zapojila do krasobruslařské reality show zaměřené na celebrity Skating with Celebrities, produkované televizí Fox, kde se jejím partnerem stal bývalý mistr světa v krasobruslení Kurt Browning. Diváci ji vyřadili ve třetím kole.
Soutěžila také v páté řadě The Celebrity Apprentice, vysílané od 19. února 2012. Na charitativní účely vysoutěžila 50 tisíc dolarů.
V roce 2005 pózovala pro březnové číslo americké mutace Playboye, jejíž vydání se krylo s uvolněním singlu „Naked“ (Nahá). K sérii snímků uvedla, že od osmnácti let ji tento magazín žádal o piktoriál pětkrát. Skladba dosáhla maxima na 35. příčce hitparády Billboard Hot Single v březnu 2005.

## Diskografie

### Studiová alba
| 1987                                                                          | Out of the Blue - debutové album - vydáno: 18. srpna 1987 - vydavatel: Atlantic             | 7.   | 26. | 16. | 66. | 34. | 29. | 75. | —   | - USA: 3× platina - UK: zlato - Japonsko: zlato - Kanada: 2× platina  |
| 1989                                                                          | Electric Youth - vydáno: 10. ledna 1989 - vydavatel: Atlantic                               | 1.   | 8.  | 4.  | 10. | 43. | —   | 15. | 21. | - USA: 2× platina - UK: zlato - Austrálie: zlato - Kanada: 2× platina |
| 1990                                                                          | Anything Is Possible - vydáno: 13. listopadu 1990 - vydavatel: Atlantic                     | 41.  | 69. | 58. | 86. | —   | —   | 5.  | —   | - USA: zlato - Japonsko: zlato - Korea: zlato - Malajsie: zlato       |
| 1993                                                                          | Body, Mind, Soul - vydáno: 19. ledna 1993 - vydavatel: Atlantic                             | 109. | —   | —   | —   | —   | —   | 13. | —   | - Japonsko: zlato - Tchaj-wan: platina                                |
| 1995                                                                          | Think with Your Heart - vydáno: 3. července 1995 - vydavatel: SBK / EMI                     | —    | —   | —   | —   | —   | —   | 46. | —   |                                                                       |
| 1997                                                                          | Deborah - vydáno: 11. června 1997 - vydavatel: Espiritu                                     | —    | —   | —   | —   | —   | —   | —   | —   |                                                                       |
| 2001                                                                          | M.Y.O.B. - vydáno: 6. března 2001 - vydavatel: Golden Egg                                   | —    | —   | —   | —   | —   | —   | —   | —   |                                                                       |
| 2003                                                                          | Colored Lights: The Broadway Album - vydáno: 4. listopadu 2003 - vydavatel: Fynsworth Alley | —    | —   | —   | —   | —   | —   | —   | —   |                                                                       |
| 2010                                                                          | Ms. Vocalist - vydáno: 3. listopadu 2010 - vydavatel: Sony (Japonsko)                       | —    | —   | —   | —   | —   | —   | 10. | —   |                                                                       |
| "—" znamená, že se nahrávka v hitparádě neumístila nebo nebyla v zemi vydána. |                                                                                             |      |     |     |     |     |     |     |     |                                                                       |

### Kompilační alba
| Greatest Hits - vydáno: září 1995 - formáty: audiokazeta, CD                    | — | — | — | — | — | — | 63. | — |  |
| Lost in Your Eyes and Other Hits - vydáno: říjen 1999 - formát: CD              | — | — | — | — | — | — | —   | — |  |
| Memory Lane, Volume 1 - vydáno: leden 2005 - formát: CD                         | — | — | — | — | — | — | —   | — |  |
| Memory Lane, Volume 2 - 4th compilation album - vydáno: říjen 2005 - formát: CD | — | — | — | — | — | — | —   | — |  |
| Rhino Hi-Five: Debbie Gibson - vydáno: 2006 - formát: digitálně                 | — | — | — | — | — | — | —   | — |  |
| "—" znamená, že se nahrávka v hitparádě neumístila nebo nebyla v zemi vydána.   |   |   |   |   |   |   |     |   |  |

### Singly
| Rok                                                                           | singl                                              | album                                       | nejvyšší umístění v hitparádě | nejvyšší umístění v hitparádě | nejvyšší umístění v hitparádě | nejvyšší umístění v hitparádě | nejvyšší umístění v hitparádě | nejvyšší umístění v hitparádě | nejvyšší umístění v hitparádě | nejvyšší umístění v hitparádě | nejvyšší umístění v hitparádě |
| Rok                                                                           | singl                                              | album                                       | USA                           | HD/CB                         | US AC                         | UK                            | CAN                           | AUS                           | JPN                           | SWI                           | NED                           |
| ----------------------------------------------------------------------------- | -------------------------------------------------- | ------------------------------------------- | ----------------------------- | ----------------------------- | ----------------------------- | ----------------------------- | ----------------------------- | ----------------------------- | ----------------------------- | ----------------------------- | ----------------------------- |
| 1987                                                                          | „Only in My Dreams“                                | Out of the Blue                             | 4.                            | 12.                           | 31.                           | 11.                           | 6.                            | —                             | —                             | —                             | 46.                           |
| 1987                                                                          | „Shake Your Love“                                  | Out of the Blue                             | 4.                            | 6.                            | —                             | 7.                            | 10.                           | 27.                           | —                             | 19.                           | 24.                           |
| 1988                                                                          | „Out of the Blue“                                  | Out of the Blue                             | 3.                            | 44.                           | 16.                           | 19.                           | 21.                           | 71.                           | —                             | —                             | 88.                           |
| 1988                                                                          | „Foolish Beat“                                     | Out of the Blue                             | 1.                            | —                             | 8.                            | 9.                            | 1.                            | 49.                           | —                             | 10.                           | 8.                            |
| 1988                                                                          | „Staying Together“                                 | Out of the Blue                             | 22.                           | —                             | —                             | 53.                           | 29.                           | —                             | —                             | —                             | —                             |
| 1988                                                                          | „Red Hot“                                          | Out of the Blue                             | —                             | —                             | —                             | —                             | —                             | —                             | —                             | —                             | —                             |
| 1989                                                                          | „Lost in Your Eyes“                                | Electric Youth                              | 1.                            | —                             | 3.                            | 34.                           | 5.                            | 8.                            | —                             | —                             | 45.                           |
| 1989                                                                          | „Electric Youth“                                   | Electric Youth                              | 11.                           | 3.                            | —                             | 14.                           | 15.                           | 17.                           | —                             | —                             | 35.                           |
| 1989                                                                          | „No More Rhyme“                                    | Electric Youth                              | 17.                           | —                             | 13.                           | —                             | 25.                           | 59.                           | —                             | —                             | —                             |
| 1989                                                                          | „We Could Be Together“                             | Electric Youth                              | 71.                           | —                             | —                             | 22.                           | —                             | 53.                           | —                             | —                             | —                             |
| 1990                                                                          | „Without You“                                      | pouze singl                                 | —                             | —                             | —                             | —                             | —                             | —                             | 26.                           | —                             | —                             |
| 1990                                                                          | „Anything Is Possible“                             | Anything Is Possible                        | 26.                           | —                             | 48.                           | 51.                           | 17.                           | 63.                           | —                             | —                             | —                             |
| 1991                                                                          | „This So-Called Miracle“                           | Anything Is Possible                        | —                             | —                             | —                             | —                             | —                             | —                             | —                             | —                             | —                             |
| 1991                                                                          | "One Hand, One Heart“                              | Anything Is Possible                        | —                             | —                             | —                             | —                             | —                             | —                             | —                             | —                             | —                             |
| 1991                                                                          | „One Step Ahead“                                   | Anything Is Possible                        | —                             | 18.                           | —                             | —                             | —                             | —                             | —                             | —                             | —                             |
| 1991                                                                          | „Sure“                                             | Anything Is Possible                        | —                             | —                             | —                             | —                             | —                             | —                             | —                             | —                             | —                             |
| 1992                                                                          | „In His Mind“                                      | Anything Is Possible                        | —                             | —                             | —                             | —                             | —                             | —                             | 90.                           | —                             | —                             |
| 1993                                                                          | „Losin' Myself“                                    | Body Mind Soul                              | 86.                           | 46.                           | 49.                           | —                             | 73.                           | —                             | —                             | —                             | —                             |
| 1993                                                                          | „Eyes of the Child“                                | pouze singl                                 | —                             | —                             | —                             | —                             | —                             | —                             | —                             | —                             | —                             |
| 1993                                                                          | „Shock Your Mama“                                  | Body Mind Soul                              | —                             | —                             | —                             | 74.                           | —                             | —                             | —                             | —                             | —                             |
| 1993                                                                          | „How Can This Be?“                                 | Body Mind Soul                              | —                             | —                             | —                             | —                             | —                             | —                             | —                             | —                             | —                             |
| 1993                                                                          | „Free Me“                                          | Body Mind Soul                              | —                             | —                             | —                             | —                             | —                             | —                             | —                             | —                             | —                             |
| 1993                                                                          | „You're the One That I Want“ duet s C. McLachlanem | Grease – The Original London Cast Recording | —                             | —                             | —                             | 13.                           | —                             | —                             | —                             | —                             | —                             |
| 1995                                                                          | „For Better or Worse“                              | Think With Your Heart                       | —                             | —                             | —                             | —                             | —                             | —                             | —                             | —                             | —                             |
| 1995                                                                          | „Didn't Have the Heart“                            | Think With Your Heart                       | —                             | —                             | —                             | —                             | —                             | —                             | —                             | —                             | —                             |
| 1997                                                                          | „Only Words“                                       | Deborah                                     | —                             | 37.                           | —                             | —                             | —                             | —                             | —                             | —                             | —                             |
| 1997                                                                          | „Moonchild“                                        | Deborah                                     | —                             | —                             | —                             | —                             | —                             | —                             | —                             | —                             | —                             |
| 1998                                                                          | „Naturally“                                        | Deborah                                     | —                             | —                             | —                             | —                             | —                             | —                             | —                             | —                             | —                             |
| 1998                                                                          | „Only in My Dreams 1998“                           | Deborah                                     | —                             | —                             | —                             | —                             | —                             | —                             | —                             | —                             | —                             |
| 2000                                                                          | „What You Want“                                    | M.Y.O.B.                                    | —                             | —                             | —                             | —                             | —                             | —                             | —                             | —                             | —                             |
| 2001                                                                          | „Your Secret“                                      | M.Y.O.B.                                    | —                             | —                             | —                             | —                             | —                             | —                             | —                             | —                             | —                             |
| 2005                                                                          | „Naked“                                            | pouze singl                                 | —                             | —                             | —                             | —                             | —                             | —                             | —                             | —                             | —                             |
| 2009                                                                          | „Already Gone“                                     | pouze singl                                 | —                             | —                             | —                             | —                             | —                             | —                             | —                             | —                             | —                             |
| 2010                                                                          | „I Love You“                                       | Ms. Vocalist                                | —                             | —                             | —                             | —                             | —                             | —                             | 1.                            | —                             | —                             |
| "—" znamená, že se nahrávka v hitparádě neumístila nebo nebyla v zemi vydána. |                                                    |                                             |                               |                               |                               |                               |                               |                               |                               |                               |                               |

## Filmografie

### Film

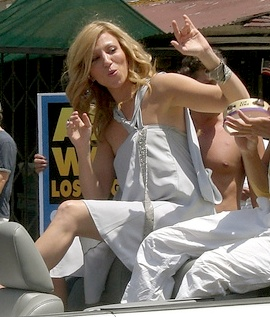
Gibsonová na LA Pride 2007

- 1984: Krotitelé duchů (neuvedena v titulcích)[18]
- 1986: Vražedné hry (neuvedena v titulcích)
- 1986: Sladká svoboda (neuvedena v titulcích)
- 1999: Kluk mojí holky
- 2001: Wedding Band
- 2001: Soulkeeper
- 2004: Celeste in the City
- 2006: Coffee Date
- 2007: Body/Antibody
- 2009: Megažralok vs. obří chobotnice
- 2011: Megakrajta versus Gatoroid
- 2012: Rock of Ages
- 2014: Mega Shark Versus Mecha Shark

### Televize
- 1991: Beverly Hills 90210; díl: „East Side Story“
- 1991: Street Justice, Gabrielle, díl: „Backbeat“
- 1995: Krok za krokem
- 1995: Kidsongs; díl: „Fun With Manners“
- 2002: That '80s Show
- 2000: Maggie Bloom, Maggie Bloom
- 2003: American Juniors, porotkyně
- 2006: Skating with Celebrities
- 2009: Rita Rocks, Cindy Schotz, díl: „Old Friends“
- 2010: Celebrity Ghost Stories
- 2012: The Apprentice
- 2015: The Music in Me (televizní film)